# ژوراولیوفکا (باشقیرستان)
ژوراولیوفکا (به لاتین: Zhuravlyovka) یک منطقهٔ مسکونی در روسیه است که در باشقیرستان واقع شده‌است.